# Медіасистема Королівства Нідерландів

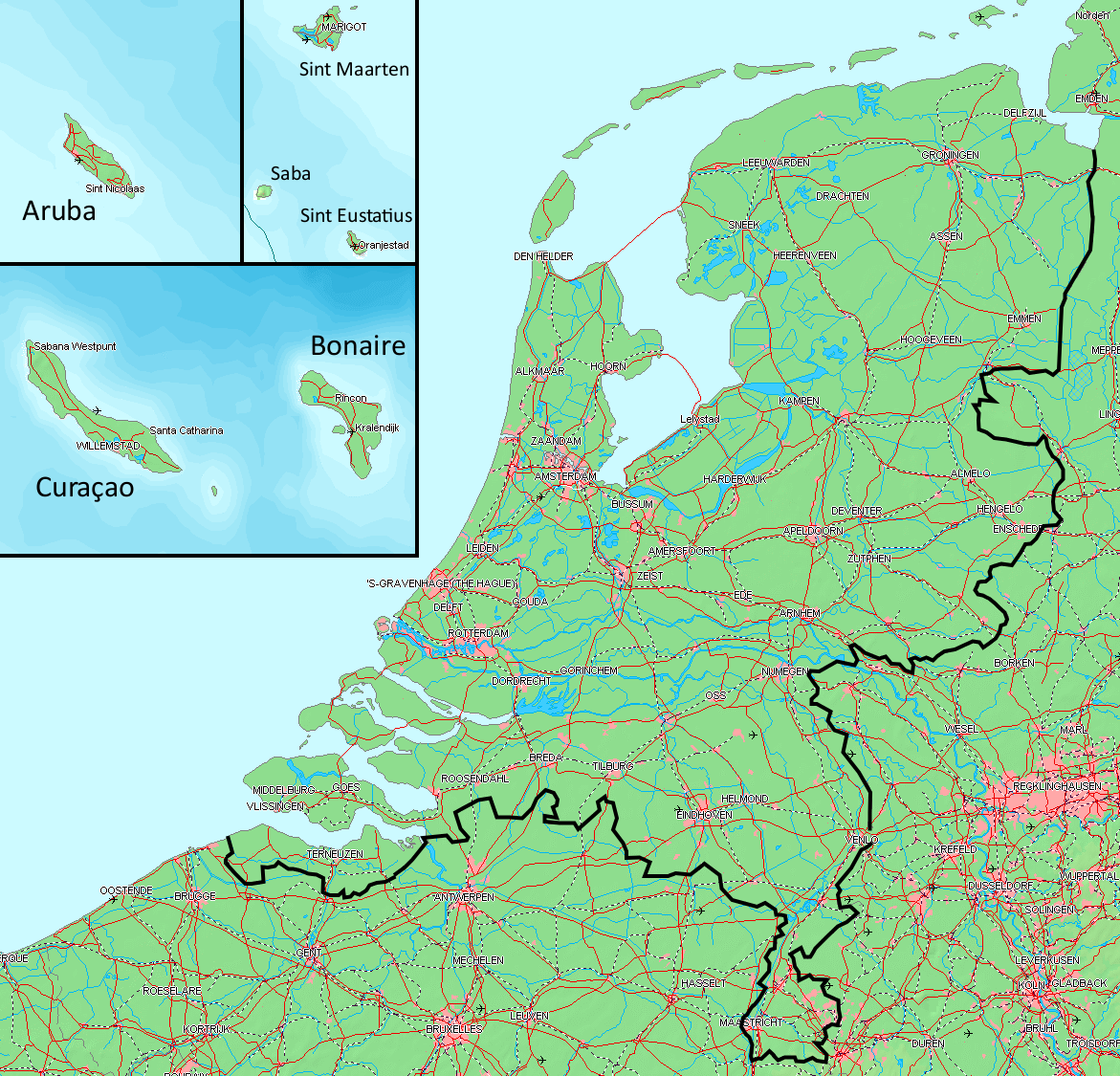
Королівство Нідерладів

Медіасистема Королівства Нідерландів – голландський підхід до громадського мовлення є унікальним. Програми складаються групами, які відображають політичні чи релігійні течії або інші інтереси. Ці організації розподіляють ефірний час на телебаченні та радіо, у відповідності з кількістю членів, які вони мають.Глядачі мають доступ до широкого кола вітчизняних та зарубіжних каналів, головним чином завдяки одній з найвищих показників прийому кабелю в Європі. Кожна провінція має принаймні один місцевий загальнодоступний телеканал. Три загальнонаціональні публічні телеканали користуються високими попитом у аудиторії. Свобода преси гарантована конституцією, як і свобода слова. Власність газет дуже концентрована.

## Телебачення та радіо

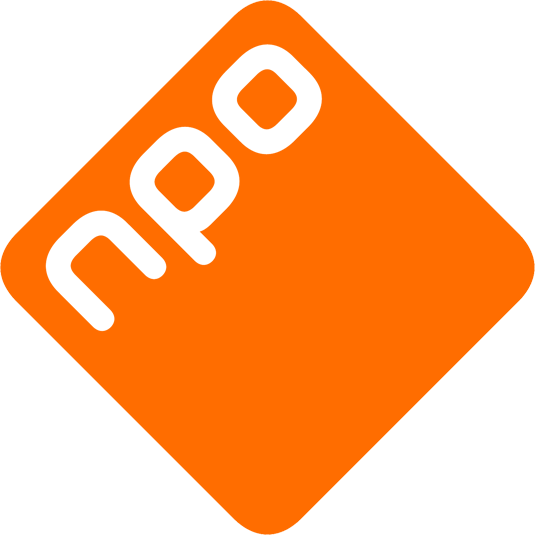
Логотип NPO

Телебачення та радіо представлені системою громадських медійних організацій (спільно використовують три телестанції та п'ять радіостанцій) разом з рядом комерційних каналів. Більшість людей, що проживають у Нідерландах, мають доступ до телевізійних станцій, що надаються кабельною компанією. Найбільший з точки зору покриття Ziggo (www.ziggo.nl), за яким слідує UPC (www.upc.nl).
Три телевізійних станції, що транслюють телевізійні канали громадського значення, - Нідерланди 1, 2 і 3. Нідерланди 1 зосереджуються на новинах, програмах спорту та сім'ї. Нідерланди 2 зосереджуються на культурі, мистецтві, політиці та релігії; і Нідерланди 3 зосереджуються на програмах для молодих глядачів та прогресивних програм.
Основними ефірними асоціаціями є AVRO з орієнтацією бути ліберальним та нейтральним; EO, який є православним протестантським; KRO, який є католиком; NCRV, який є протестантським; TROS, що є нейтральним; ВАРА, яка є соціал-демократичною; і VPRO, який є ліберальним.
Враховуючи ці політичні та релігійні аспекти, глядачі будуть приємно здивовані тим, що деякі програми не мають зв'язку з правом власності на асоціацію мовлення. Одним з прикладів є EO "Rail Away", відома серія залізничних подорожей з усього світу. 
У середньому в 2015 році голландці витратили 190 хвилин на день, дивлячись телевізор. Відповідно до щомісячних номерів, НПО Голландського громадського телерадіомовлення складає приблизно 30 відсотків частки ринку телевізійної аудиторії. NPO1, RTL4 і SBS6 були одними з найпопулярніших телевізійних каналів у Нідерландах у 2015 році на основі щоденного охоплення аудиторії.
Середній час прослуховування радіо в Нідерландах склав 175 хвилин у 2014 році, згідно з даними нідерландської аудиторії радіоаудиторії NLO. Радіоканали громадського телебачення НПО є найпопулярнішими серед радіослухачів у Нідерландах. НПО має частку ринку, що слухає радіо, приблизно на 30 відсотків, а потім Telegraaf Media Group і Talpa Media.
У 2015 році, після того, як газети поступово поступово зменшувались за попередні роки, вперше до Нідерландів з'явилася газета, яка охопила менше половини населення Голландії. Крім того, ринок газет став все більш концентрованим. Після здобуття титулів, що належать Mecom у 2015 році, De Persgroep є провідною медіа-групою в Нідерландах.

## Телебачення

Громадська телекомпанія - NOS

## Радіо

Радіо-телевізійна мережа RNW

### Державне медіа
Засоби масової інформації Нідерландів виникли з попередньої практики, відомої як ("стримування"), в якому різні релігійні та соціальні групи країни організували власні інститути при фінансовій підтримці уряду.
Ці установи включали в себе трансляцію. Велика частина з них мають кілька десятків тисяч членів, і вони виділяють час в ефірі по громадським каналам пропорційним розміру їх членства. Крім того, ряд інших фондів радіомовлення, створених урядом, також отримують ефірний час.
Система фінансується з трьох джерел:
-виплата за грантами від уряду, що нараховуються з загального обсягу податку;
-дохід від реклами в ефірі, регулюється Stichting Ether Reclame (STER), державним органом;
-(невелика частина від загального числа) внесків, виплачуваних членами медіа асоціацій.
До складу радіомовних об'єднань входять три національних телевізійних канали: (NPO 1, NPO 2, NPO 3) і сім радіоканалів: (NPO Radio 1, NPO Radio 2, NPO 3FM, NPO Radio 4, NPO Radio 5, NPO Radio 6, і FunX). Кожен з цих телевізійних каналів має свій власний профіль: таким чином, NPO 1 орієнтований на новини, спорт та сімейні програми,NPO 2 - на культуру, мистецтво, політику і релігію, в той час як NPO 3 концентрується на молодіжних і прогресивних програмах.

### Комерційне медіа
Комерційне медіа було заборонено до кінця 1980-х років. У 1970-ті роки, перш ніж приєднатися до системи громадського телебачення, Veronica і TROS транслювалися як офшорні піратські станції. У 1980-х роках група RTL розпочала трансляцію з Люксембургу. У 1988 році комерційне медіа було легалізовано. В даний час існує сім великих каналів, що належать двом компаніям. RTL володіє RTL 4, RTL 5, RTL 7, RTL 8 і RTL Z, в той час як SBS, видавець Sanoma і голландська телевізійна продюсерська компанія Talpa (формально SBS Broadcasting Group) володіють SBS 6, SBS 9, NET 5 і Veronica. Є й інші мережі, що пропонують спеціальні канали. Серед них Discovery Benelux, Viacom Media, Fox Channels, Disney-ABC і Time Warner.

## Газети

Газета "Телеграф"

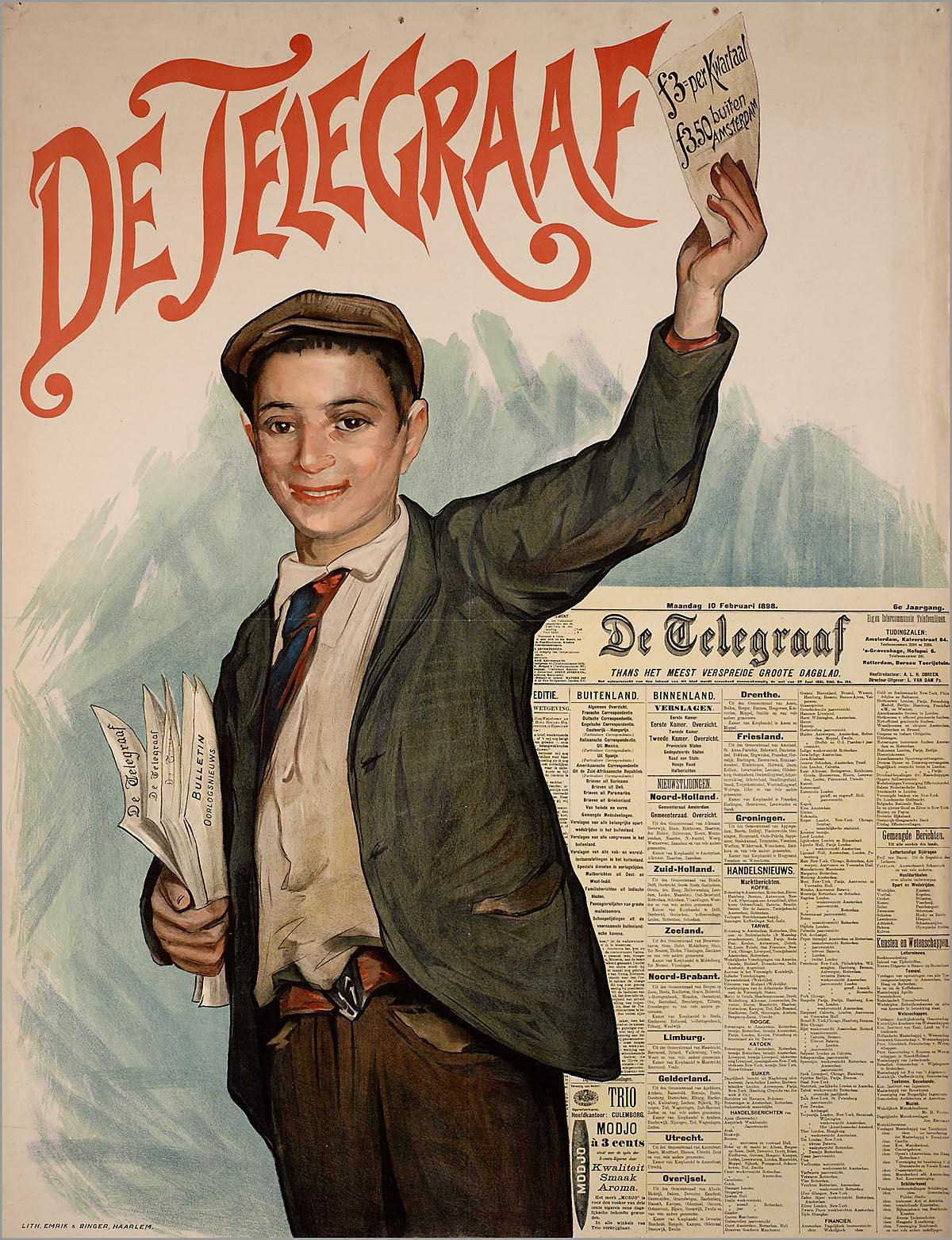
"De Telegraaf"

Всі газети знаходяться в приватній власності. Вони історично були пов'язані з системою "стримування", причому деякі назви мали міцні зв'язки з профспілками або політичними партіями. Тепер ці зв'язки були розірвані. Дві компанії відіграють велику роль: PCM Uitgevers, якій належить кілька газет; і De Telegraaf, якому належить De Telegraaf (найбільша газета) і Sp!ts, безкоштовна газета.
Найбільш важливими статтями є популістський правий таблоїд De Telegraaf, прогресивний ліберальний NRC Handelsblad, який також публікує nrc • next, Protestant Trouw і прогресивний лівий De Volkskrant. Останні дві газети протягом 2012, 2013 років завоювали престижну нагороду за кращу загальнонаціональну газету в Європі на European Newspaper Award.
Менші протестантські громади мають свою власну газету, таку як Nederlands Dagblad і Reformatorisch Dagblad. У бізнес-співтоваристві є Het Financieele Dagblad. Недавнім явищем є безкоштовні газети Spits і Metro. Є також кілька місцевих і регіональних газет. Третій за величиною документ Algemeen Dagblad, нещодавно об'єднався з декількома місцевими газетами, щоб сформувати гібридну національно-місцеву газету.

## Журнали
Журнали, як і інші ЗМІ, часто зв'язувалися з колонами в газетах, такими як Beatrijs, Catholic woman's weekly. Основними новинними журналами є ліві Vrij Nederland і De Groene Amsterdammer і більш праві Elsevier і HP / De Tijd.
Деякі Голландські журнали, що раніше належали Verenigde Nederlandse Uitgeverijen (анг. United Dutch Publishers), були продані Фінській медіа групі Sanoma. Крім багатьох типових Голландських журналів, таких як Margriet, Libelle і Nieuwe Revu, до них належать Donald Duck (комікс Disney).